# 中山中路 (桂林)
中山中路为桂林老城区南北向主干道。南起南门桥北端（桥南端连中山南路），北至中国农业银行（桂林分行），接中山北路。依次经过秀峰区与叠彩区。

## 历史
清代，从北至南分别称为：凤凰街、上十字街、下十字街、鼓楼上十字街、阳桥、鼓楼下大街、义井头、南门大街、南门外大街（北段）。
民国，原称凤凰街、学院街、十字街、鼓楼底、南门大街、南门外街。民国二十五年（1936年）后改称中北路、中南路、桂南路。
1949年后，原南起阳桥，北至十字街广场的的中南路更名中山中路；1966年更为现在的起止点。